# Het Gezelschap Van De Witte Kraai
Het Gezelschap van de Witte Kraai was een Vlaams theatergezelschap, actief tussen 1980 en 1987. Het werd opgericht door de toen pas aan het Koninklijk Conservatorium Antwerpen afgestudeerde Sam Bogaerts en Lucas Vandervost. Korte tijd later kwamen daar ook Warre Borgmans, Luk Perceval, Johan Van Assche en Ludo Busschots bij. Ze debuteerden tijdens het seizoen 1980-1981 met De minnaar van Harold Pinter. In 1987 fuseerde Het gezelschap van de Witte Kraai met het Akt-Vertikaal van Ivo Van Hove tot De Tijd.

## Theaterproducties
- Manko Kapak - 1986-1987
- Tubutsch - 1986-1987
- Le diable au corps - 1986-1987
- Who's afraid of Virginia Woolf? - 1986-1987
- Le diable au corps - 1985-1986
- Tyrannie der hulpverlening - 1985-1987
- Kwartet - 1985-1986
- Hunger - 1984-1985
- Gloeiende Kooltjes en/of As en Puin - 1984-1985
- Honger - 1984-1985
- Kwartet - 1984-1985
- Gloeiende kooltjes en/of as en puin - 1983-1984
- Honger - 1982-1984
- Over een geestrijk ridder - 1982-1983
- Romeo en Juliette - 1982-1983
- De folterklas - 1981-1982
- Omwille van het smeer - geakteerde momenten - 1981-1982
- De minnaar - 1980-1981